# Marko Lasić – Nered
Marko Lasić – Nered (Zagreb, 26. travnja 1979.), poznatiji kao Nered, je hrvatski hip-hop/rap glazbenik.

## Životopis
Marko Lasić, rođen je 26. travnja 1979. godine u Zagrebu. Školuje se u istom gradu gdje završava osnovnu i srednju školu (Faust Vrančić). Nakon završene srednje škole upisuje Fakultet prometnih znanosti, na kojem je diplomirao 2003. godine. Glazbom se počinje baviti 90-ih godina kada je napisao i svoje prve tekstove. Uz glazbu, Markova velika ljubav je i hokej na ledu s kojim se aktivno bavi kao član KHL Medveščak. Marko Lasić bio je član Hrvatske reprezentacije u hokeju na ledu s kojom osvaja brojne medalje. Nakon teške ozljede noge Lasić napušta hokej i aktivno se počinje baviti glazbom. S kolegom Marinom Ivanovićem - Stokom osniva poznati reperski duo pod nazivom Nered & Stoka.
1999. godine dvojac izdaje svoj prvi studijski album pod nazivom Spremni za rat. Godinu dana poslije svjetlo dana ugledao je Blackout 00. Album Od danas do sutra najavio je njegovu solo karijeru, ali ne zadugo – s Generalom Woo-om 2005. godine izdaje Baš je lijep ovaj svijet.
Surađivao je s DJ Frx-om, Stupnijem, El Bahatteejem, Targetom, DJ Wocasom te s Ninom Badrić, Ivanom, Zaprešić Boys i Marijom Husar, Ivanom Kindl, Songkillersima i dr. Radio je s Robertom Knjazom te bio dio trojca "Ljudi u crnom".
S Ćirom Blaževićem i Željkom Velom napravio je himnu nogometnog prvenstva 2004. u Portugalu. 
Lasić je u suradnji s bendom Zaprešić Boys i tvorac jedne od najpopularnijih himni hrvatske nogometne reprezentacije "Srce vatreno". Jedan je od organizatora humanitarne akcije "Utrine live". Lasić se okušao i u glumačkim vodama te je glumio u serijama Balkan Inc. i Bitange i princeze.
2007. godine Marko Lasić osniva svoju firmu Neki Daniels Media i počinje se baviti organizacijom koncerata i evenata, te smo zahvaljujući njemu mogli ugostiti poznate svjetske zvijezde kao što su: 50 Cent, Snoop Dogg, Lil' Kim, Nina Sky, Onyx, Sheek Louch, The Chemical Brothers te mnoge druge.
2010. godine pokreće "Green City Project" koji je proglašen najvećim eko eventom u regiji, a u Novalji pokreće "Moon & Rocks Festival" koji je ugostio najeminentnije elektronske izvođače, među kojima su bili i The Chemical Brothers.

## Diskografija
- Spremni za rat sa Stokom (1999.)
- Od danas do sutra (2001.)
- Baš je lijep ovaj svijet sa Srđanom Ćukom (2005.)
- Neki Daniels ekipa (2006.)

## Filmografija
- "Hip hop priča iz Hrvatske" kao Marko Lasić – Nered (2008.)
- "Bitange i princeze" kao Marko Lasić – Nered (2008.)
- "Balkan Inc." kao Marko Lasić – Nered (2006.)

## Sinkronizacija
- "Kako izdresirati zmaja 3" kao viking (2019.)